# Galaktozilgalaktozilksilozilprotein 3-b-glukuronoziltransferaza
Galaktozilgalaktozilksilozilprotein 3-b-glukuronoziltransferaza (EC 2.4.1.135, glukuronaziltransferaza I, uridin difosfat glukuronska kiselina:akceptor glukuronaziltransferaza, UDP-glukuronat:3-beta-D-galaktozil-4-beta-D-galaktozil-O-beta-D-ksilozil-protein D-glukuronaziltransferaza) je enzim sa sistematskim imenom UDP-glukuronat:3-beta-D-galaktozil-4-beta-D-galaktozil-O-beta-D-ksilosilprotein D-glukuronaziltransferaza. Ovaj enzim katalizuje sledeću hemijsku reakciju
UDP-glukuronat + 3-beta-D-galaktozil-4-beta--galaktozil-O-beta--ksilozilprotein {\displaystyle \rightleftharpoons } UDP + 3-beta-D-glukuronazil-3-beta-D-galaktozil-4-beta--galaktozil-O-beta--ksilozilprotein
Ovaj enzim učestvuje u biosintezi veznog regiona glikozaminoglikanskih lanaca tokom proteoglikanske biosinteze (hondroitin, dermatan i heparan sulfati). Za njegov rad je neophodan Mn2+.

## Literatura
- Nicholas C. Price; Lewis Stevens (1999). Fundamentals of Enzymology: The Cell and Molecular Biology of Catalytic Proteins (Third изд.). USA: Oxford University Press. ISBN 019850229X.
- Eric J. Toone (2006). Advances in Enzymology and Related Areas of Molecular Biology, Protein Evolution (Volume 75 изд.). Wiley-Interscience. ISBN 0471205036.
- Branden C; Tooze J. Introduction to Protein Structure. New York, NY: Garland Publishing. ISBN 0-8153-2305-0.
- Irwin H. Segel. Enzyme Kinetics: Behavior and Analysis of Rapid Equilibrium and Steady-State Enzyme Systems (Book 44 изд.). Wiley Classics Library. ISBN 0471303097.

## Spoljašnje veze
- Galactosylgalactosylxylosylprotein+3-beta-glucuronosyltransferase на 